# Jazz fusion
 Der er for få eller ingen kildehenvisninger i denne artikel, hvilket er et problem. Du kan hjælpe ved at angive troværdige kilder til de påstande, som fremføres i artiklen.

Jazz Fusion, Jazz rock eller Jazz metal er en undergenre i Jazz og en crossover genre.

## Avantgarde jazz
Avantgarde jazz er en eksperimental jazzgenre, der blander fusion, avantgarde, jazz, blues osv.

## Jazz rock
Jazz rock er en undergenre i jazz og rock, som også kombinerer andre genrer, såsom avantgarde.

## Jazz metal
Jazz metal er en crossover, men er mest kendt for at blande jazz og heavy metal. Opeth har også været en stor inspiration.